# دورام (حوزه سرشماری)، نیوهمپشایر
دورام (به انگلیسی: Durham) یک منطقهٔ مسکونی در ایالات متحده آمریکا است که در نیوهمپشایر واقع شده است. دورام ۷٫۰۷ کیلومتر مربع مساحت و ۱۰٬۳۴۵ نفر جمعیت دارد و ۱۸٫۲۹ متر بالاتر از سطح دریا قرار دارد.